# Eltville am Rhein

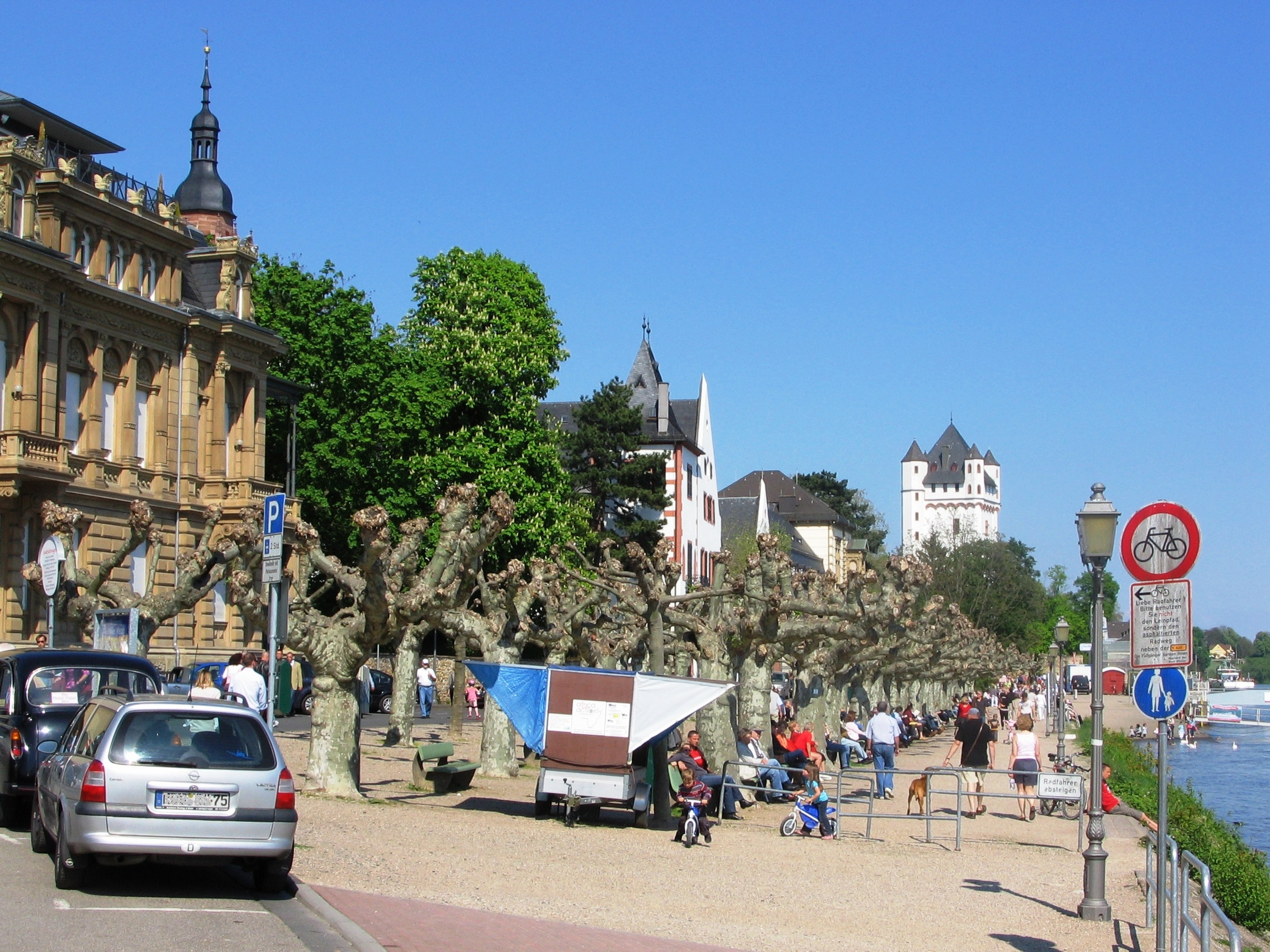
Plaza Montrichard

Eltville am Rhein es una ciudad situada en el distrito de Rheingau-Taunus, en la región de Darmstadt, Hesse, Alemania. Tiene una población estimada, a mediados de 2023, de 17 058 habitantes.
La localidad está localizadao sobre la Ruta Alemana de Arquitectura de Entramados.
Es la ciudad más grande del Rheingau. Tiene los sobrenombres de Weinstadt (Pueblo de los vinos), Sektstadt (Pueblo del Sekt, que a su vez es un tipo de vino espumoso alemán), Rosenstadt (Pueblo de las rosas) y, desde 2006, Gutenbergstadt (Pueblo de Gutenberg, debido al hecho de que Johannes Gutenberg vivió gran parte de su vida en la localidad).
Algunas de las viñas más famosas de Alemania (Steinberg, Rauenthaler Baiken, Erbacher Marcobrunn) se encuentran dentro de los límites municipales de Eltville am Rhein.

## Geografía

### Ubicación
La localidad, que pertenece culturalmente a la región del Rheingau, se ubica sobre el río Rin, 12 km al suroeste de Wiesbaden.

### Comunidades vecinas
Limita en el norte con los municipios de Schlangenbad y Kiedrich; al este con la ciudad independiente de Wiesbaden y el municipio de Walluf; al sur - separado por el Rin- con el municipio de Budenheim y la localidad de Ingelheim am Rhein (ambos en Maguncia-Bingen en el estado de Renania-Palatinado) y al oeste con la ciudad de Oestrich-Winkel.

### Comunidades constituyentes
Los pueblos que componen la comunidad de Eltville am Rhein, además del pueblo de mismo nombre, son Erbach, Hattenheim, Martinsthal y Rauenthal.

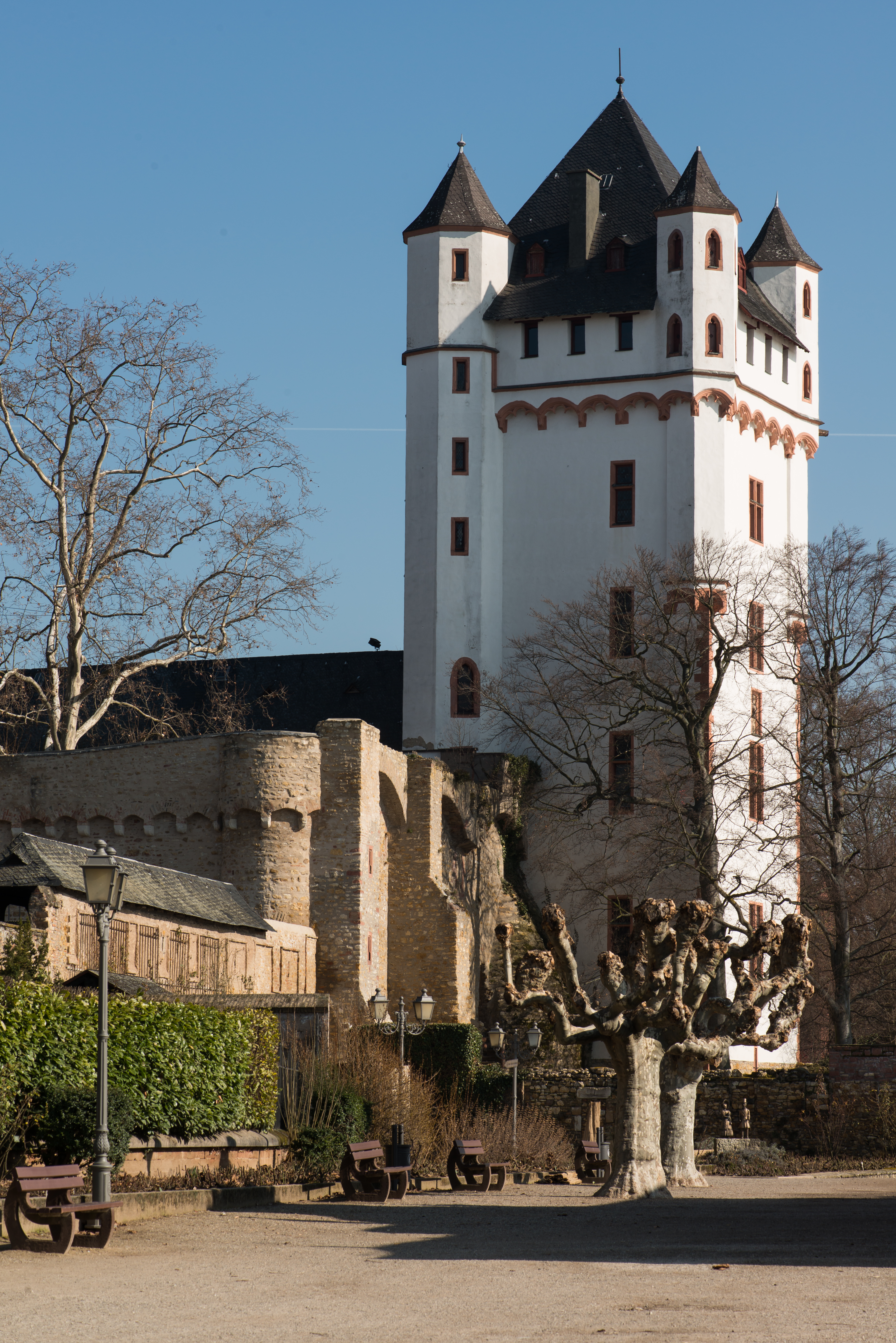
Castillo de Eltville

## Historia
Las primeras evidencias de población en el área urbana se remontan al período neolítico. Del período romano existen vestigios de una casa de campo. Desde finales del siglo IV, el cementerio franco de Eltville, al oeste de la aldea, en la Corte Drais, en un asentamiento continuo. Una corte real de los Francos fue el punto de partida para el desarrollo del emplazamiento actual de la ciudad. La primera mención documental, donde figura como Altavilla se encuentra en la Vita Bardonis, la biografía del fallecido arzobispo Bardo en 1051, ha sido preservada en Maguncia. Para este momento, la corte real ya pertenecía al arzobispado de Maguncia. La iglesia parroquial probablemente ya existía bajo el arzobispo Friedrich (937 a 954).
Ya para 1313, el pueblo estaba fortificado con un muro. En 1329, comenzó la construcción del castillo arzobispal y la construcción de la muralla de la ciudad. El 23 de agosto de 1332 el emperador dio Ludwig de Baviera, a petición del arzobispo Balduino de Tréveris y administrador del arzobispado de Maguncia, entregó los derechos de la ciudad a Eltville. Con la finalización del castillo electoral en 1347 Eltville fue hasta 1480 residencia de los arzobispos de Maguncia. Elville fue repetidamente una escena del conflicto entre el Papa y el Emperador por la ocupación de la Santa Sede de Maguncia. Estos últimos culminaron en la disputa del pin de Maguncia, Después de la salida del tribunal electoral, Eltville continúa siendo sólo la capital del Rheingau.
La ciudad tiene un número de casas señoriales históricas, como el patio Stockheimer de los barones Langwerth de Simmern (hoy la bodega Langwerth de Simmern ), el castillo de Crass y Eltzer patio de los Condes de Eltz . El castillo electoral fue destruido en la Guerra de los Treinta Años en 1635 por los suecos.

### Nombres históricos
Las menciones históricamente documentadas del lugar son:
- Altavilla (1060-1084)
- Eltivile (1148)
- Altevile (1151)
- Eltevil (1350)
- Ellfeld (siglo XV)
- Eltville (1812)